# Heterospio mediterranea
Heterospio mediterranea é uma espécie de anelídeo pertencente à família Longosomatidae.
A autoridade científica da espécie é Laubier, Picard & Ramos, tendo sido descrita no ano de 1973.
Trata-se de uma espécie presente no território português, incluindo a sua zona económica exclusiva.